# Yaser Abdel Said
Yaser Abdel Said (ur. 27 stycznia 1957 na Synaju) – egipski były zbieg oskarżony o zabójstwo honorowe swoich dwóch nastoletnich córek w Teksasie i ucieczkę w celu uniknięcia odpowiedzialności karnej, 504. osoba umieszczona przez FBI na liście 10 Najbardziej Poszukiwanych Zbiegów, aresztowany 26 sierpnia 2020 w Teksasie.

## Morderstwo
Według FBI 1 stycznia 2008 Said namówił swoje dwie córki, osiemnastoletnią Aminę i siedemnastoletnią Sarę, aby odwiedziły go w jego domu w Irving w Teksasie. Powiedział im, że zabierze je na obiad z okazji święta Nowego Roku. Zamiast tego wywiózł je swoją taksówką w miejsce z daleka od świadków i postrzelił je z broni palnej. Jedna z jego córek zdołała zadzwonić na numer alarmowy, wezwać pomoc i zeznać telefonicznie, że sprawcą zdarzenia był ich ojciec. Obie siostry zostały odnalezione martwe kilka godzin później w taksówce porzuconej przy hotelu w Irving. Amina Said znajdowała się na przednim siedzeniu i miała dwie rany postrzałowe w klatce piersiowej, a Sarah Said znajdowała się na tylnym siedzeniu i miała dziewięć ran postrzałowych. Yaser Abdel Said nie został odnaleziony i nie udało się ustalić w jakim państwie mógł przebywać.

## Nagłośnienie przestępstwa
O morderstwie, o które posądzany jest Said, powstał film dokumentalny The Price of Honor. Twórcy dokumentu powołali się na pisane przez córki Saida pamiętniki, z których miało wynikać, że ich ojciec był islamskim fanatykiem religijnym i znęcał się nad nimi. Wkrótce sprawa Saida została nagłośniona przez media i często była przedstawiana jako przykład tak zwanego honorowego zabójstwa, gdyż powodem morderstwa popełnionego na córkach miało być to, że umawiały się z chłopakami niebędącymi muzułmanami. Po długich poszukiwaniach i nagłośnieniu sprawy zarówno w USA, jak i w Egipcie.

## Postępowanie karne
4 grudnia 2014 Federalne Biuro Śledcze Stanów Zjednoczonych umieściło go na liście 10 Najbardziej Poszukiwanych Zbiegów. Said jest 504. osobą, która znalazła się na liście. Ciążą na nim zarzuty wielokrotnego morderstwa z premedytacją i ucieczki w celu uniknięcia odpowiedzialności karnej.
Said został zatrzymany przez policję 26 sierpnia 2020 roku w hrabstwie Denton w Teksasie. Wraz z nim zatrzymani zostali jego syn Islam oraz brat Yassein, oskarżeni o pomoc Saidowi w uniknięciu postępowania karnego. Latem 2022 roku rozpoczęło się postępowanie sądowe.
9 sierpnia 2022 roku po 14 latach od dokonanej zbrodni został uznany winnym zarzucanych mu czynów i skazany na dożywotnie pozbawienie wolności bez możliwości zwolnienia warunkowego. Obecnie przesiaduje w więzieniu McConnell Unit w stanie Teksas